# Septonema crispulum
Septonema crispulum är en svampart som beskrevs av Lunghini & F. Toscano 1997. Septonema crispulum ingår i släktet Septonema, klassen Dothideomycetes, divisionen sporsäcksvampar och riket svampar.   Inga underarter finns listade i Catalogue of Life.